# 子ノ神古墳 (沼津市)
子ノ神古墳（ねのかみこふん）は、静岡県沼津市の愛鷹山南麓の尾根上に位置する前方後円墳である。1970年（昭和45年）2月19日に沼津市の史跡に指定された。

## 概要
1999年（平成11年）、沼津市の遺跡発掘調査により周溝が確認され、周溝幅は約12メートルと推定、長塚古墳 (沼津市)と同規模であることがわかった。しかし出土遺物は土師器壺の胴部破片1点だけであり、年代特定には至っていない。
前方部に子ノ神神社が建立されている。子ノ神古墳の敷地内説明看板には「石室の一部が発見された」という記述があるが、1999年の地下レーダー探査では石室は確認されていない。

## 規模
- 墳丘長46メートル（推定約64メートル）
- 前方部20メートル（推定約28メートル）
- 後円部径26メートル（推定約36メートル）
- 高さ3.5メートル
- 頂径推定10メートル[2][注釈 1]

## 出土品
内部主体の構造と副葬品については未調査であるため不明である。埴輪および葺石などの外部施設はない。1999年のトレンチ調査時に周溝内の覆土から土師器壺の胴部破片1点を出土。

## 現地情報
所在地
- 静岡県沼津市西沢田字子ノ神

交通アクセス
- 東名高速道路沼津ICから15分[9]

関連施設
- 沼津市文化財センター（沼津市志下） - 子ノ神古墳出土品等を保管。

周辺
- 長塚古墳 (沼津市) - 静岡県指定史跡
- 高尾山古墳

## 子ノ神神社
古墳の中に位置する神社。祭神は大和朝廷に「珠流河国造」として派遣された物部堅石命(もののべのかたいしのみこと)であることと、古墳を祀るために作られたことが推測されている。社有地は785平方メートル。

### 歴史
創立年及び経緯については不明。1947年(昭和21年)に宗教法人となり、その時に神社の建物自体と土地を無償で譲り受ける。1905年(明治38年)当時神主であった野秋儀平の手により、御料局から払い下げられ、神社として保安されるようになる。1964年(昭和39年)10月に社殿を再建している。

### 氏神
祀っている氏神は以下の通り。
- 中沢田
- 道尾 - 明治以降
- 西沢田 - 明治以降

### 建物
構成される建物は以下の通り。
- 本殿
- 幣殿
- 拝殿
- 手水舎
- 鳥居

## 古墳の風景

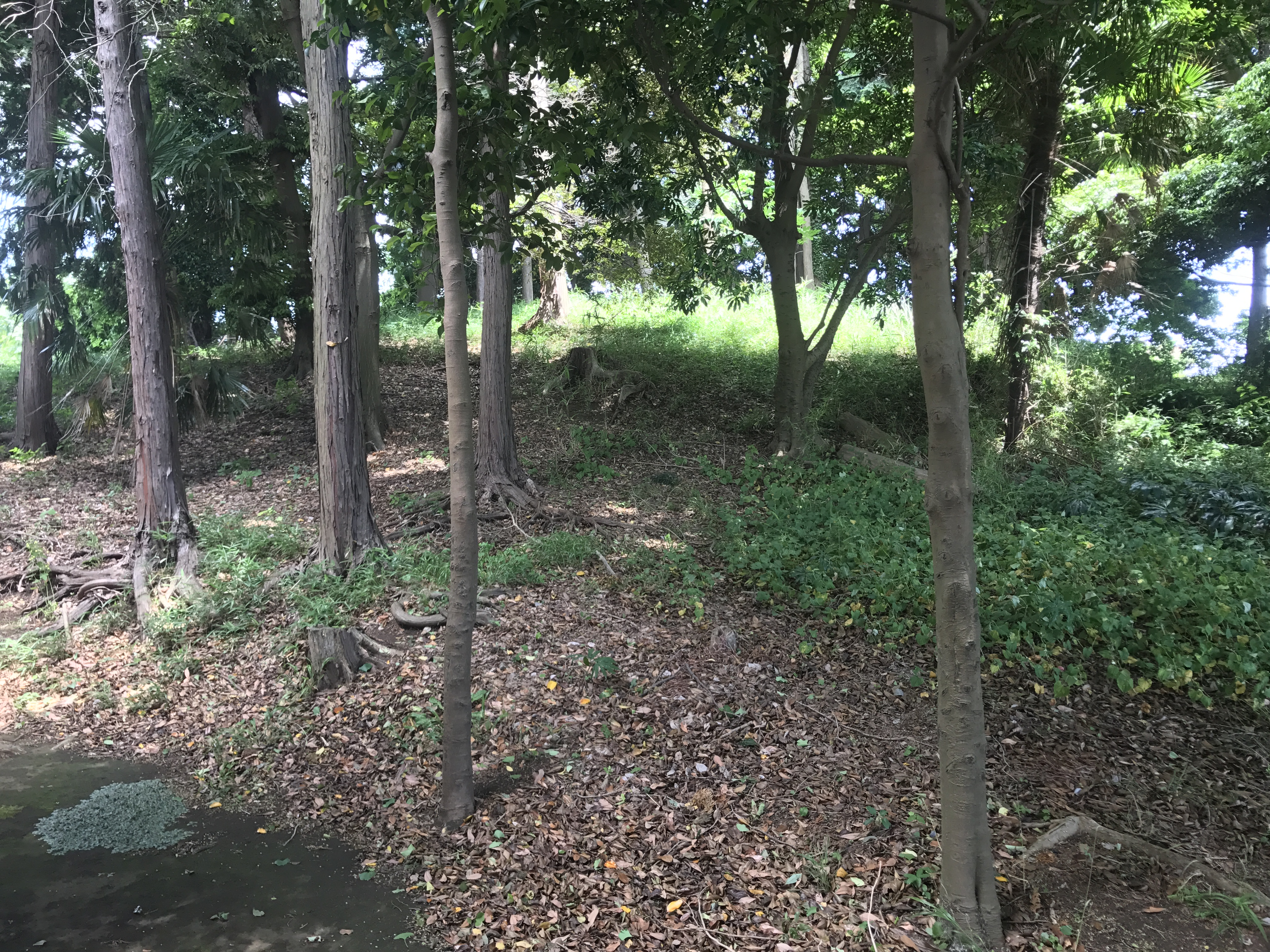
子ノ神古墳の後円部分
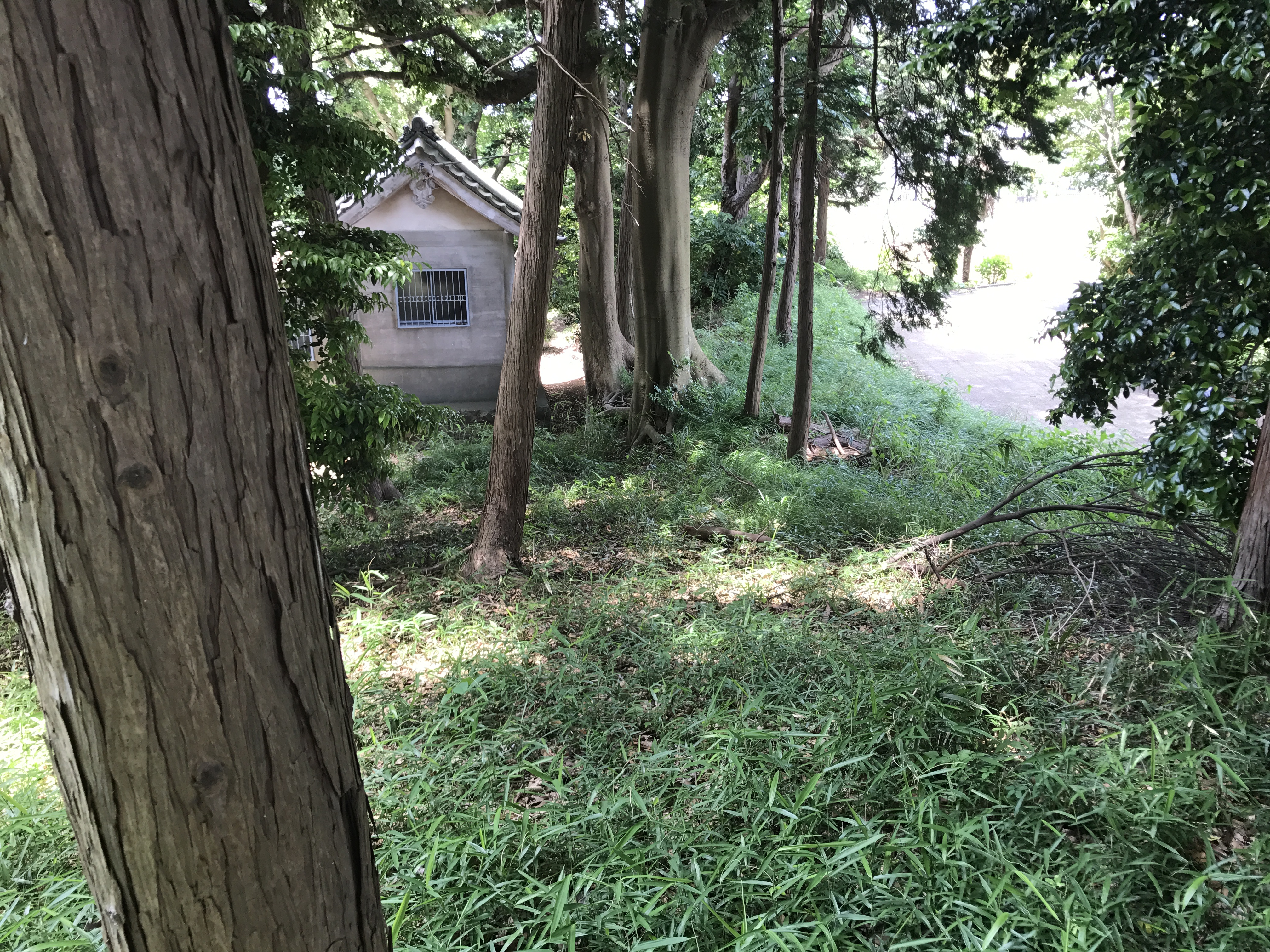
静岡県沼津市の子ノ神古墳の様子
子ノ神古墳の後円部周囲の様子
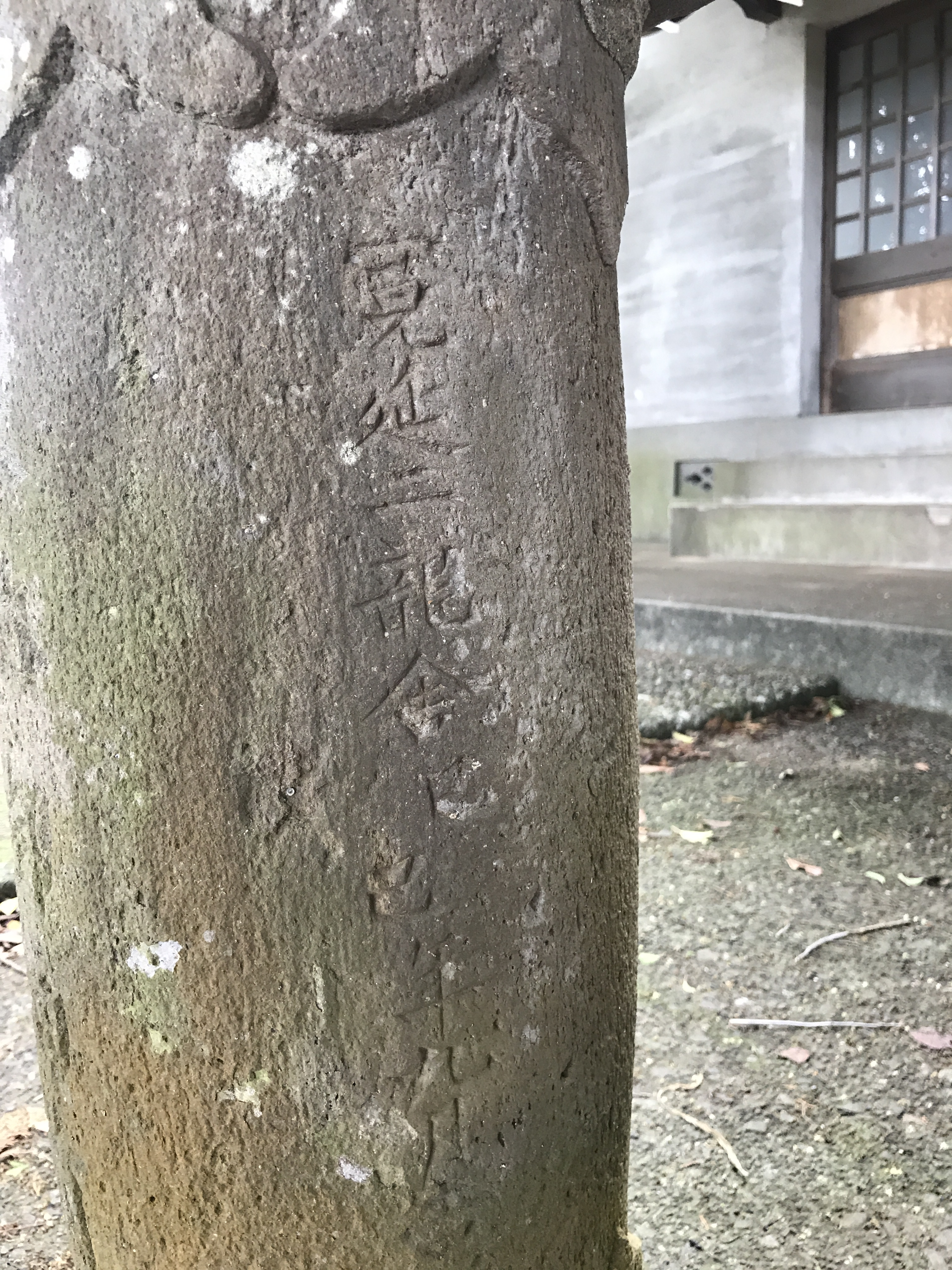
子ノ神神社石灯篭